# نوسان آلرود
| کواترنری    | کواترنری | کواترنری   | کواترنری        | کواترنری        |
| سامانه/دوره | ردیف/دور | اشکوب/عصر  | سن (میلیون سال) | سن (میلیون سال) |
| ----------- | -------- | ---------- | --------------- | --------------- |
| کواترنری    | هولوسن   | مگالاین    | ۰               | ۰/۰۰۴۲          |
| کواترنری    | هولوسن   | نورث‌گریپین | ۰/۰۰۴۲          | ۰/۰۰۸۲          |
| کواترنری    | هولوسن   | گرینلندین  | ۰/۰۰۸۲          | ۰/۰۱۱۷          |
| کواترنری    | پلیستوسن | تارانشین   | ۰/۰۱۱۷          | ۰/۱۲۶           |
| کواترنری    | پلیستوسن | چیبانین    | ۰/۱۲۶           | ۰/۷۸۱           |
| کواترنری    | پلیستوسن | کالابرین   | ۰/۷۸۱           | ۱/۸۰            |
| کواترنری    | پلیستوسن | گلاسین     | ۱/۸۰            | ۲/۵۸            |
| نئوژن       | پلیوسن   | پیاسنزین   | پیش از آن       | پیش از آن       |

نوسان آلرود (دانمارکی: Allerødtiden) دوره گرم و مرطوب جهانی بود که در پایان آخرین دوره یخچالی روی داد. این نوسان باعث افزایش دما در شمال منطقه اقیانوس اطلس به میزان تقریبی امروزی زمین پیش از کاهش دوباره آن در دوره یانگر دریاس شد.
در برخی مناطق به‌ویژه در شمال اوراسیا شواهدی از وجو دوره‌ای سرد وجود دارد که به نام اولدر دریاس شناخته می‌شود. در این مناطق، نوسان‌های کوتاه‌تر که با اولدر دریاس پایان می‌پذیرد به نام نوسان بولینگ شناخته شده و نوسان آلرود به عنوان فاز میان‌یخچالی پس از اولدر دریاس محسوب می‌شود.